# سالنتو

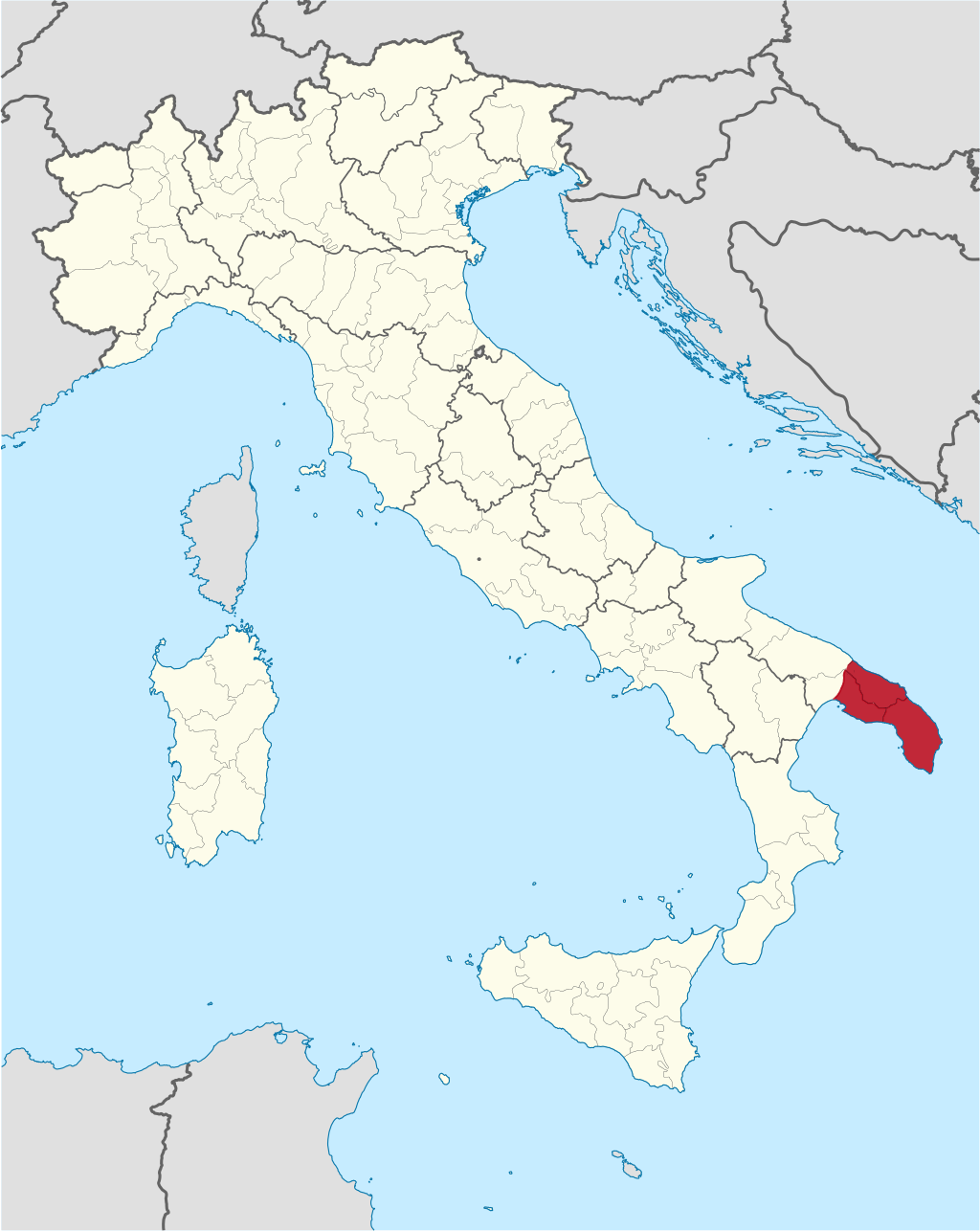
سالنتو

سالنتو (گویش سالنتو: Salentu, گریکو: Σαλέντο) یک منطقه فرهنگی، تاریخی و جغرافیایی در انتهای جنوبی ناحیه اداری آپولیا در جنوب ایتالیا است. این منطقه یک شبه‌جزیره فرعی از شبه‌جزیره ایتالیا است که گاهی به عنوان «پاشنه چکمه ایتالیا» شناخته می‌شود. سالنتو کل منطقه محلی استان لچه، بخش بزرگی از استان بریندیزی و بخشی از استان تارانتو را در بر می‌گیرد.

## جغرافیا

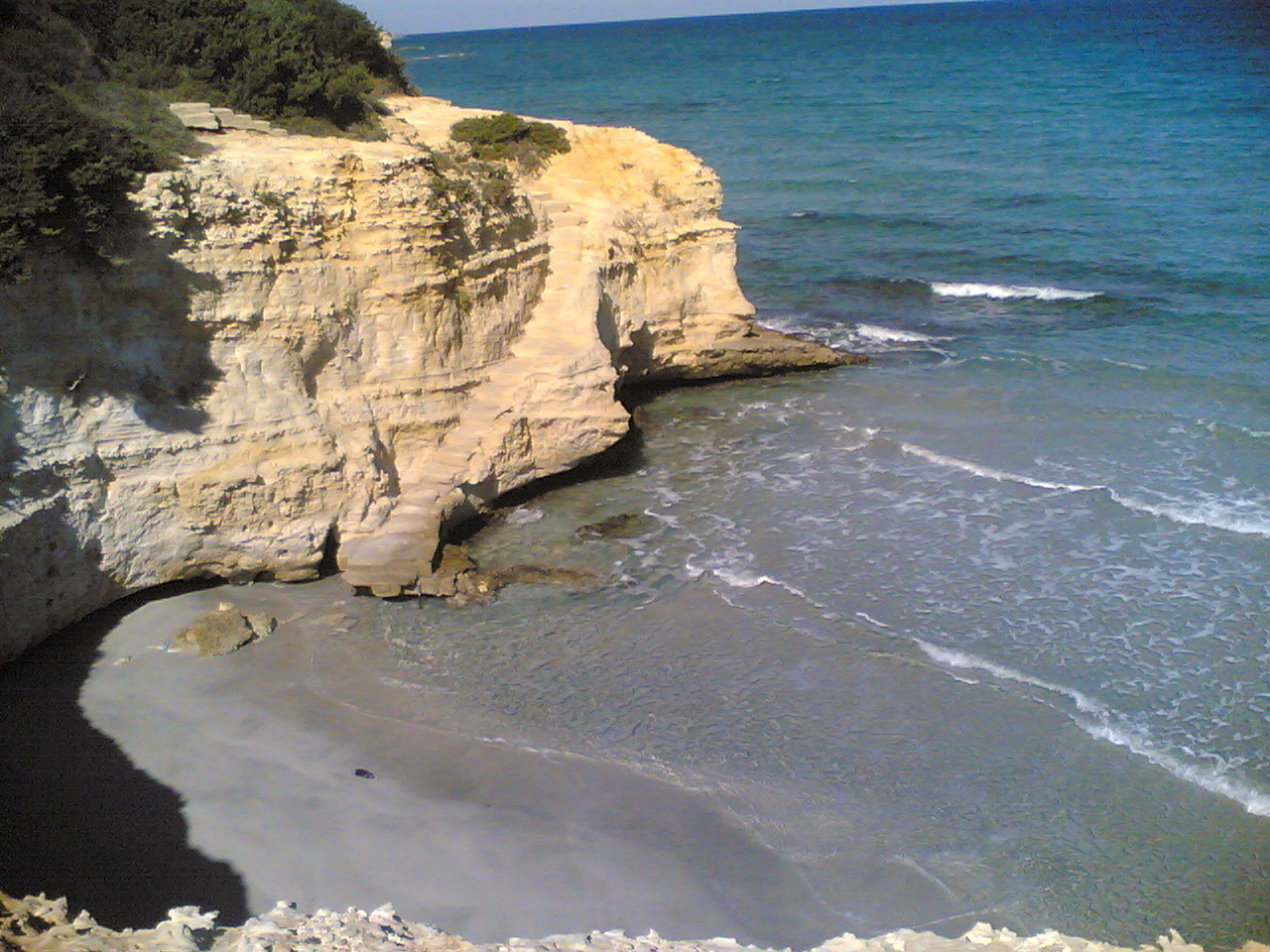
ساحل در شمال اوترانتو.

شبه جزیره سالنتو از سنگ آهک تشکیل شده‌است که خلیج تارانتو را از غرب و تنگه اوترانتو را از شرق، دریای آدریاتیک را از شمال و دریای یونان را از جنوب تقسیم می‌کند. از دیدگاه ژئومورفولوژیکی که به عنوان «شبه‌جزیره سالنتینا» نیز شناخته می‌شود، سالنتو مرزهای زمینی میان دریاهای یونانی و آدریاتیک را تا «آستانه مساپی» در بر می‌گیرد، یک فرورفتگی که در امتداد خط تارانتو - اوستونی قرار دارد و آن را از دریای آدریاتیک جدا می‌کند.
آب و هوای سالنتو معمولاً مدیترانه‌ای با تابستان‌های گرم و خشک و زمستان‌های معتدل و بارانی است که شرایط مناسبی را برای کشت زیتون، مرکبات و درختان خرما فراهم می‌کند. توپوگرافی به‌طور کلی مسطح است و دریاهای اطراف می‌توانند سالنتو را دریابنده آب و هوای بادی در تمام طول سال کند.